# Gle Nangro
Gle Nangro är en kulle i Indonesien.   Den ligger i provinsen Aceh, i den västra delen av landet, 1 700 km nordväst om huvudstaden Jakarta. Toppen på Gle Nangro är 134 meter över havet.
Terrängen runt Gle Nangro är platt åt nordost, men åt sydväst är den kuperad. Havet är nära Gle Nangro åt nordost.Runt Gle Nangro är det tätbefolkat, med 591 invånare per kvadratkilometer. Närmaste större samhälle är Reuleuet, 1,6 km norr om Gle Nangro. Trakten runt Gle Nangro består till största delen av jordbruksmark.